# Vásárcsarnok

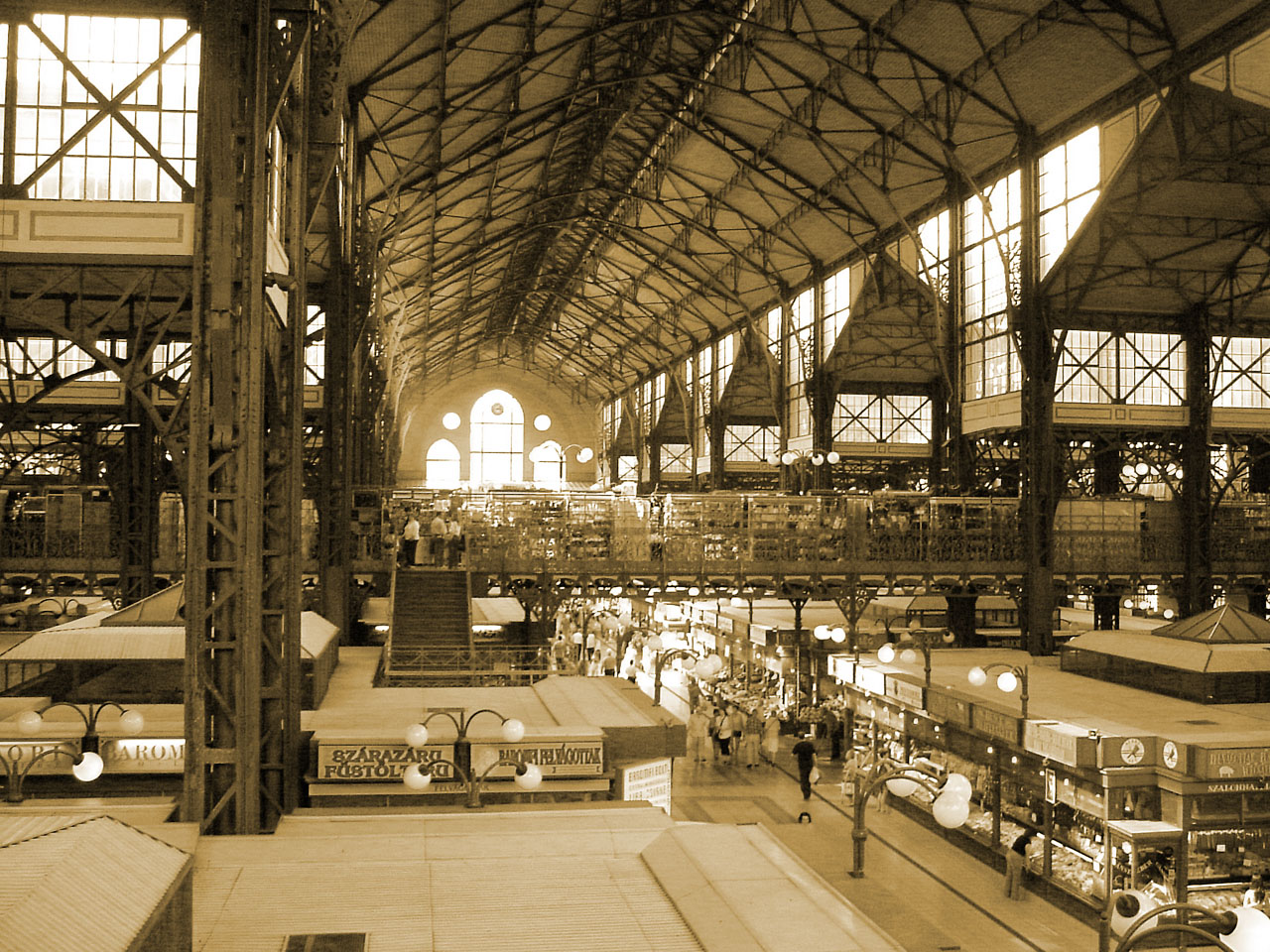
A budapesti Központi Vásárcsarnok belső tere

A vásárcsarnok oldalfalakkal körülhatárolt, fedett építményben működő piac. A vásárcsarnokok jellemzően nagy alapterületű épületek többnyire élelmiszer-kereskedelmi célokra.

## Csoportosítása
üzemelnek kiskereskedelmi, demigros illetve nagykereskedelmi vásárcsarnokok. A nagykereskedelmi vásárcsarnokokat gyakran bizonyos árukategóriákra szakosodnak (például: zöldség, gyümölcs, hús, hal).

## Története
Az építészet fejlődése során a 19. század második felére vált lehetővé nagy fesztávolságú tetőszerkezetek építése. A régóta létező nyitott piacok helyett
oldalfalakkal körülhatárolt, fedett épületek létesítése kereskedelmi célokból. 
A legelső vásárcsarnok, a Les Halles, Párizsban épült 1851 és 1878 között. (Az épületet 1969-ben lebontották.) 
A 19. század harmadik harmadától számos európai városban létesült vásárcsarnok.
Magyarországon az első vásárcsarnok a budapesti Központi Vásárcsarnok volt, amely 1895 és 1897 között épült Pesten. A budai oldalon ezt követően, 1902-ben épült vásárcsarnok.

## Külföldi vásárcsarnokok (válogatás)
- La Boqueria – Barcelona
- Mercat Central – Valencia
- Borough Market – London
- Hötorgshallen – Stockholm
- Östermalms saluhall – Stockholm
- Saluhallen – Göteborg
- Mercato di Porta Palazzo – Torino
- Les Halles de Lyon-Paul Bocuse – Lyon
- Danilovsky piac – Moszkva
- Hala Traian – Bukarest
- Markthal – Rotterdam

### Galéria

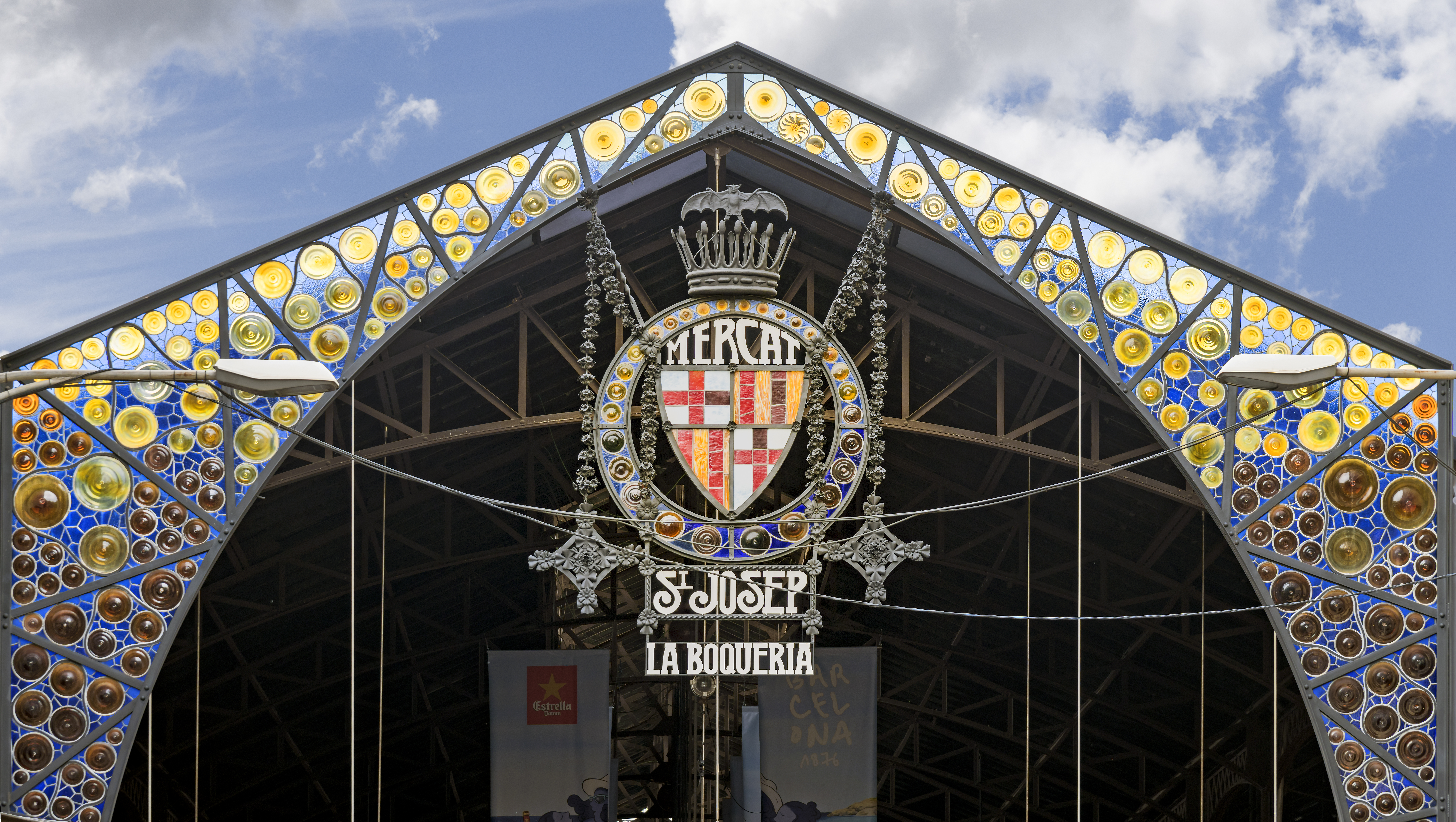
La Boqueria – Barcelona
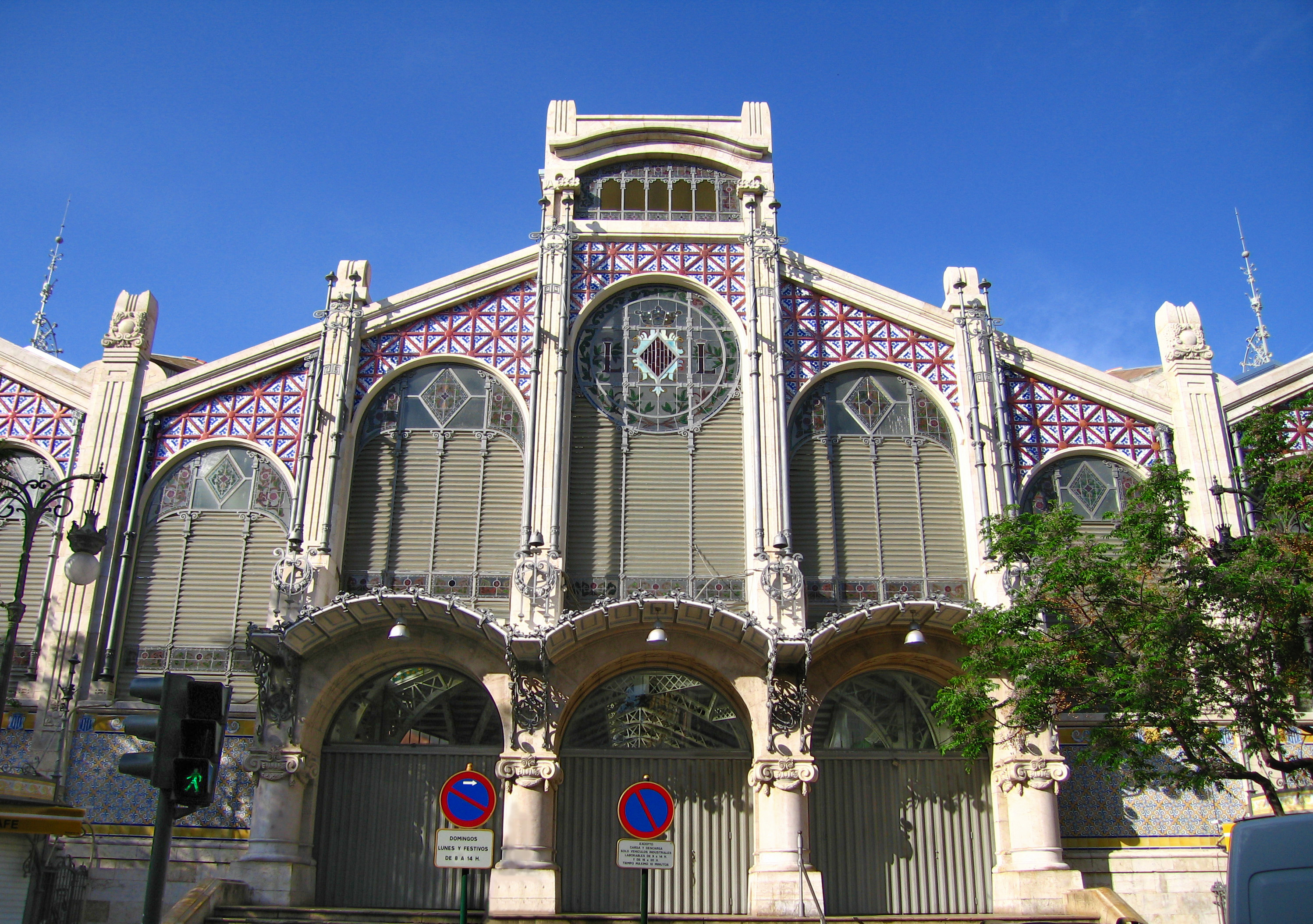
Mercat Central – Valencia
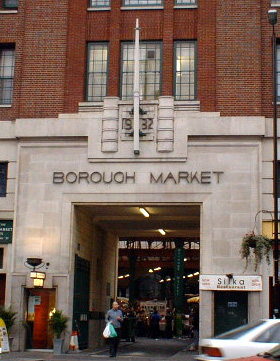
Borough market – London
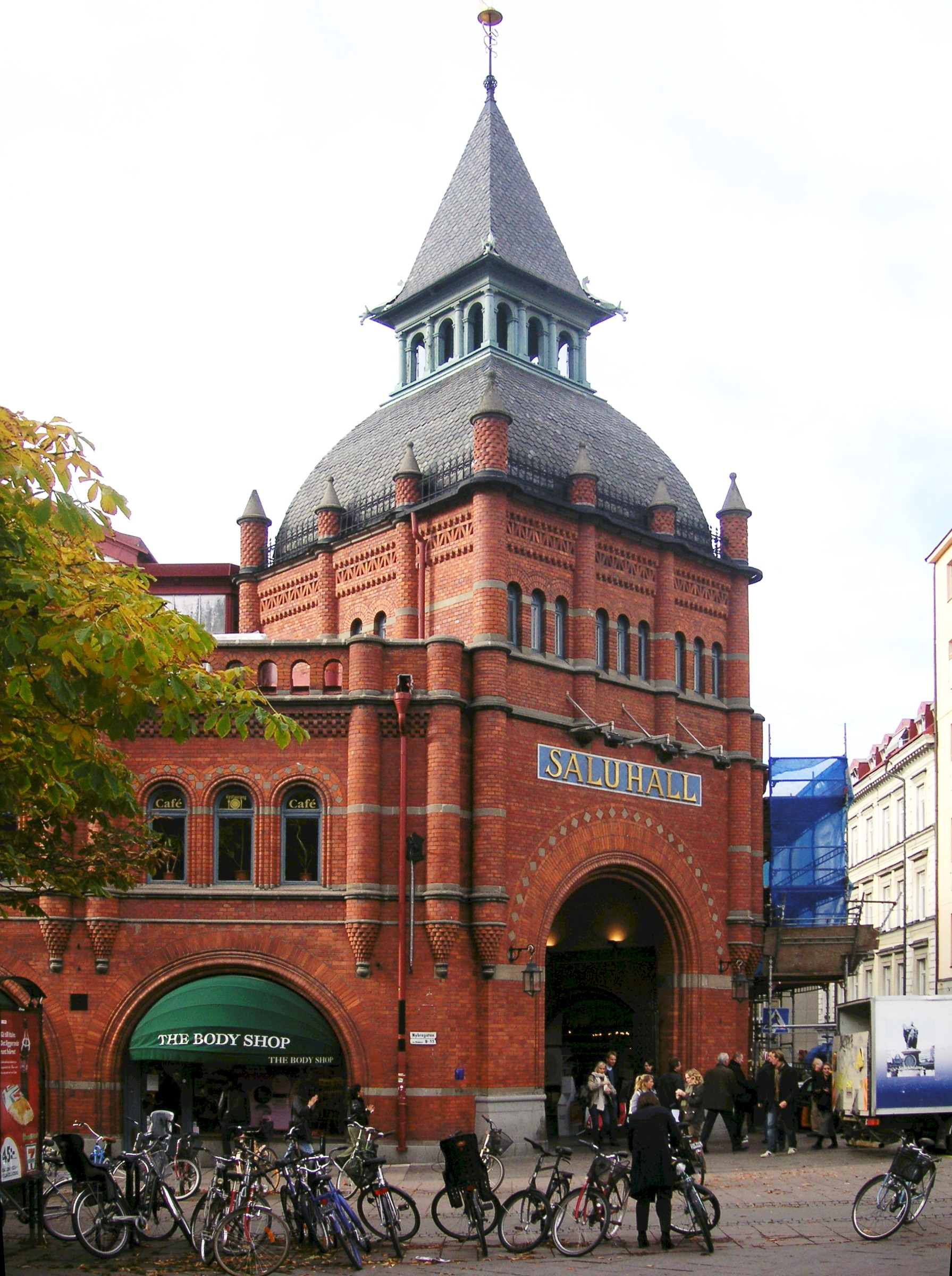
Östermalms saluhall – Stockholm
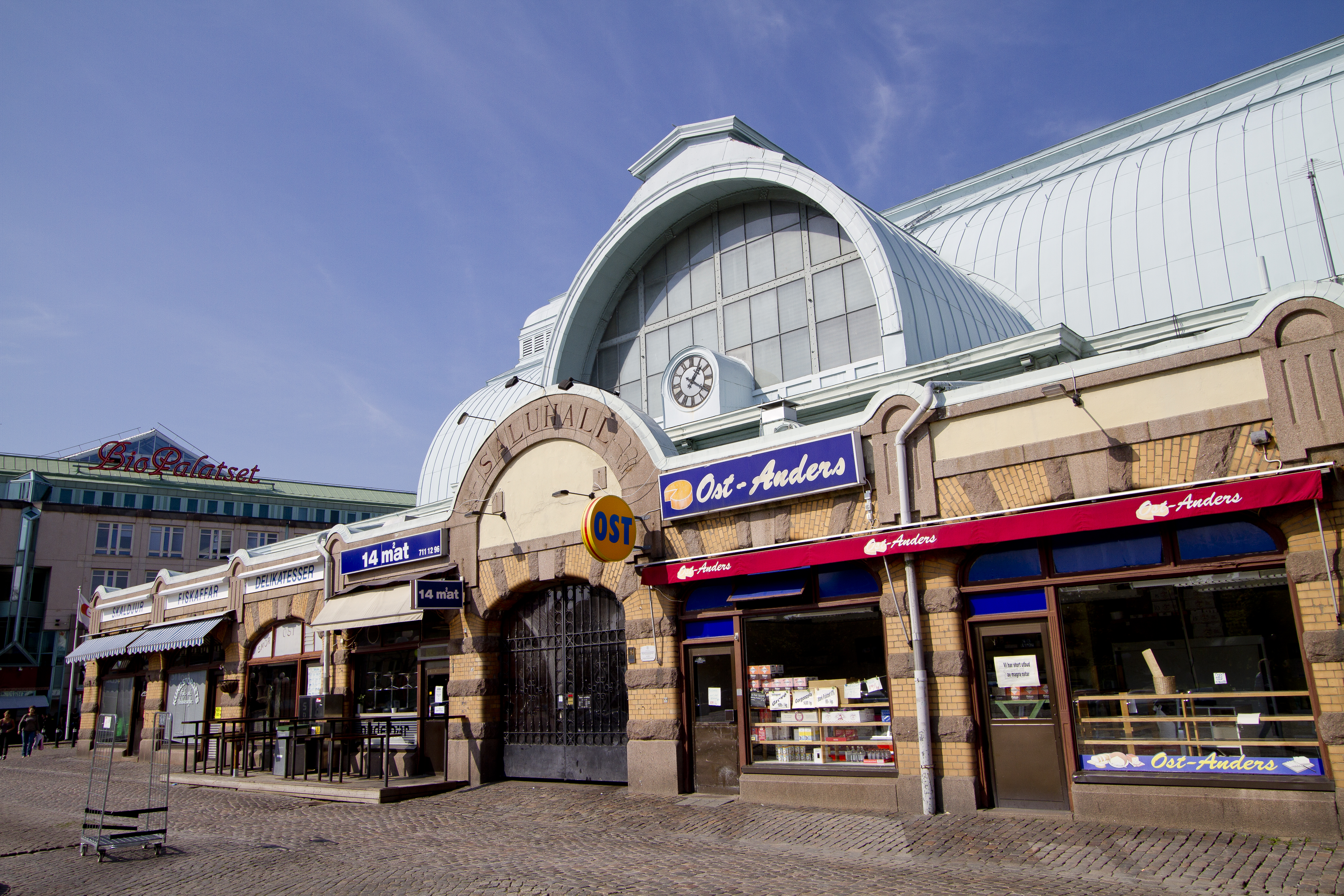
Saluhallen – Göteborg
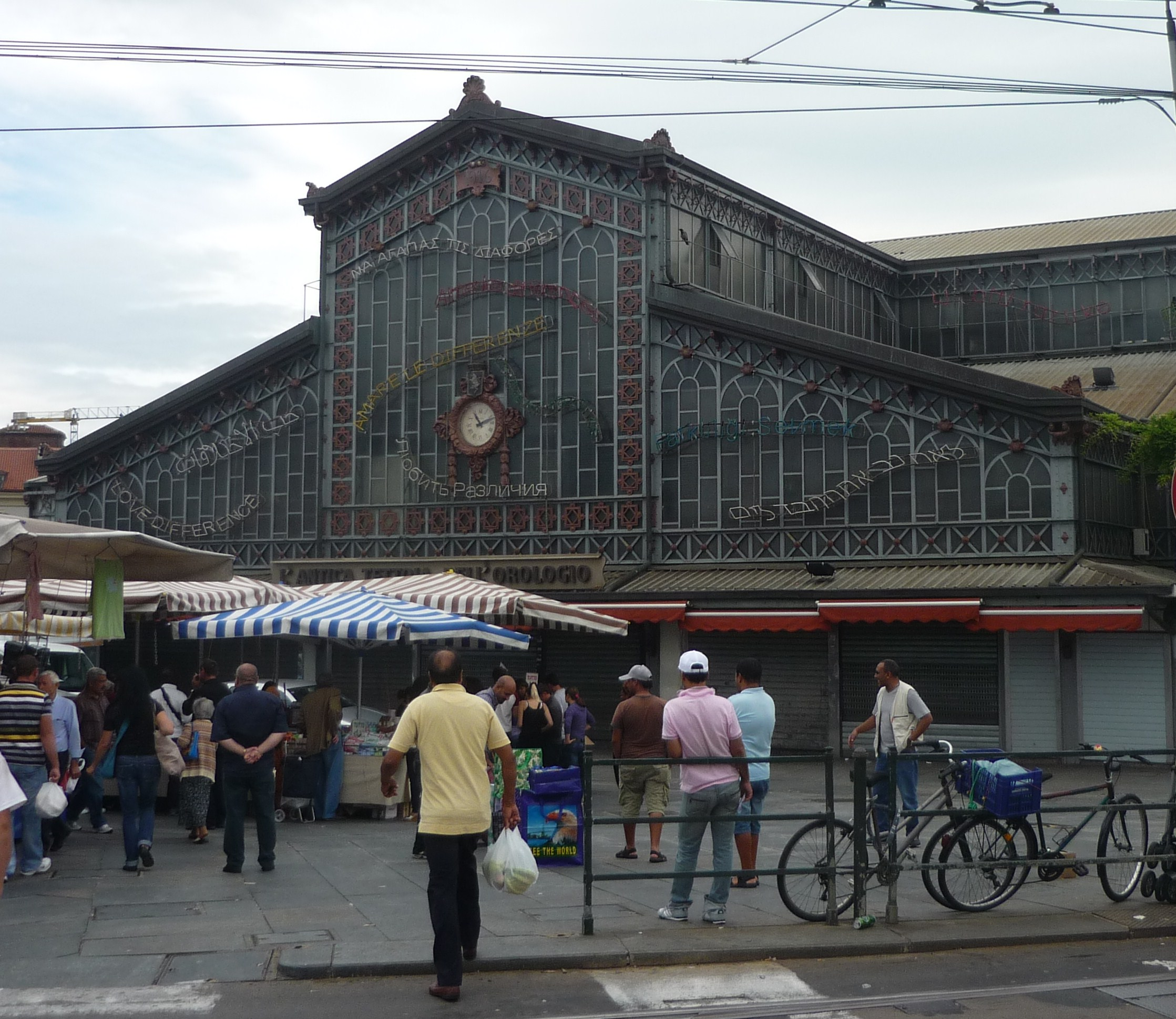
Mercato di Porta Palazzo – Torino
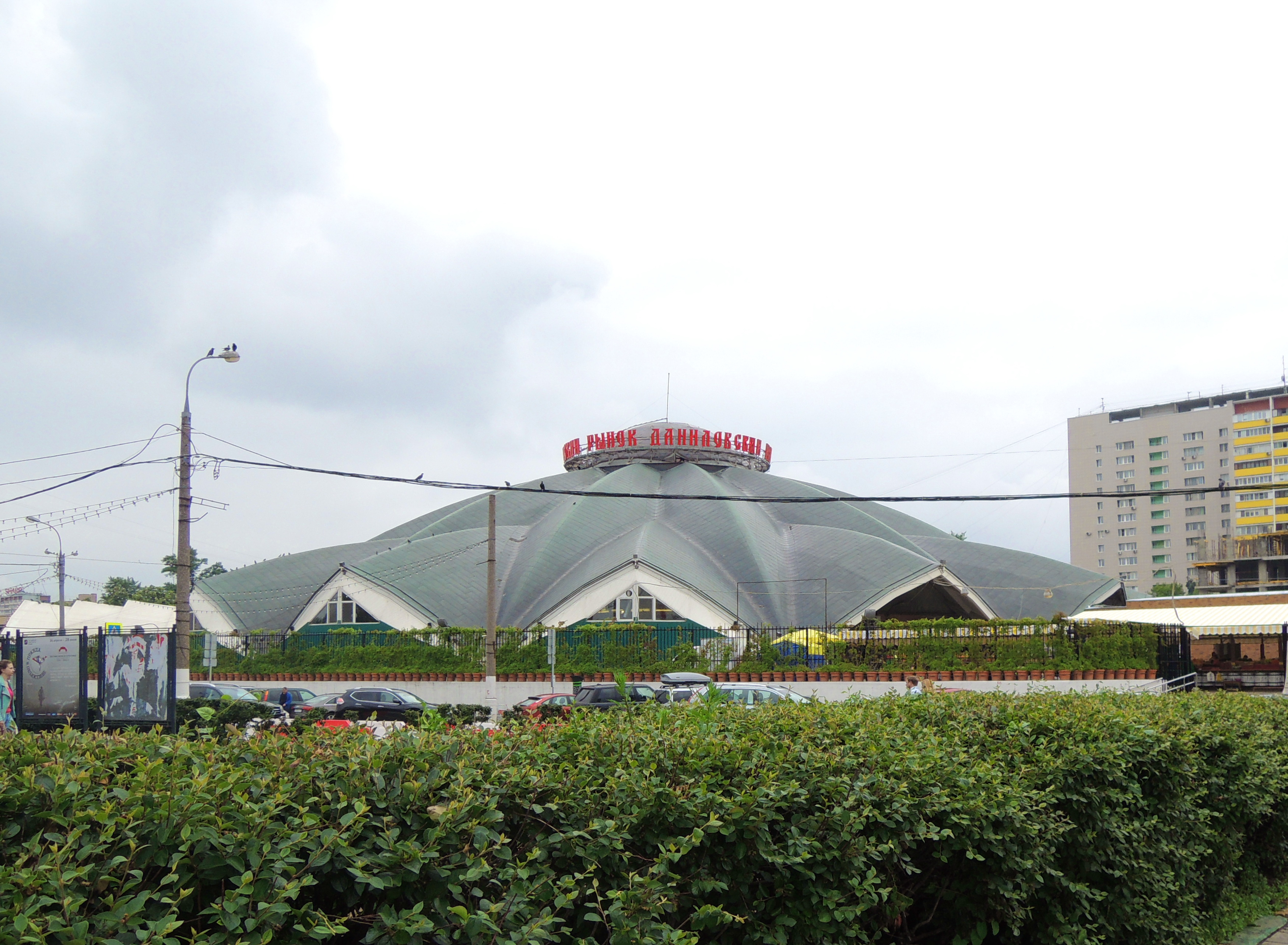
Danilovszky piac – Moszkva
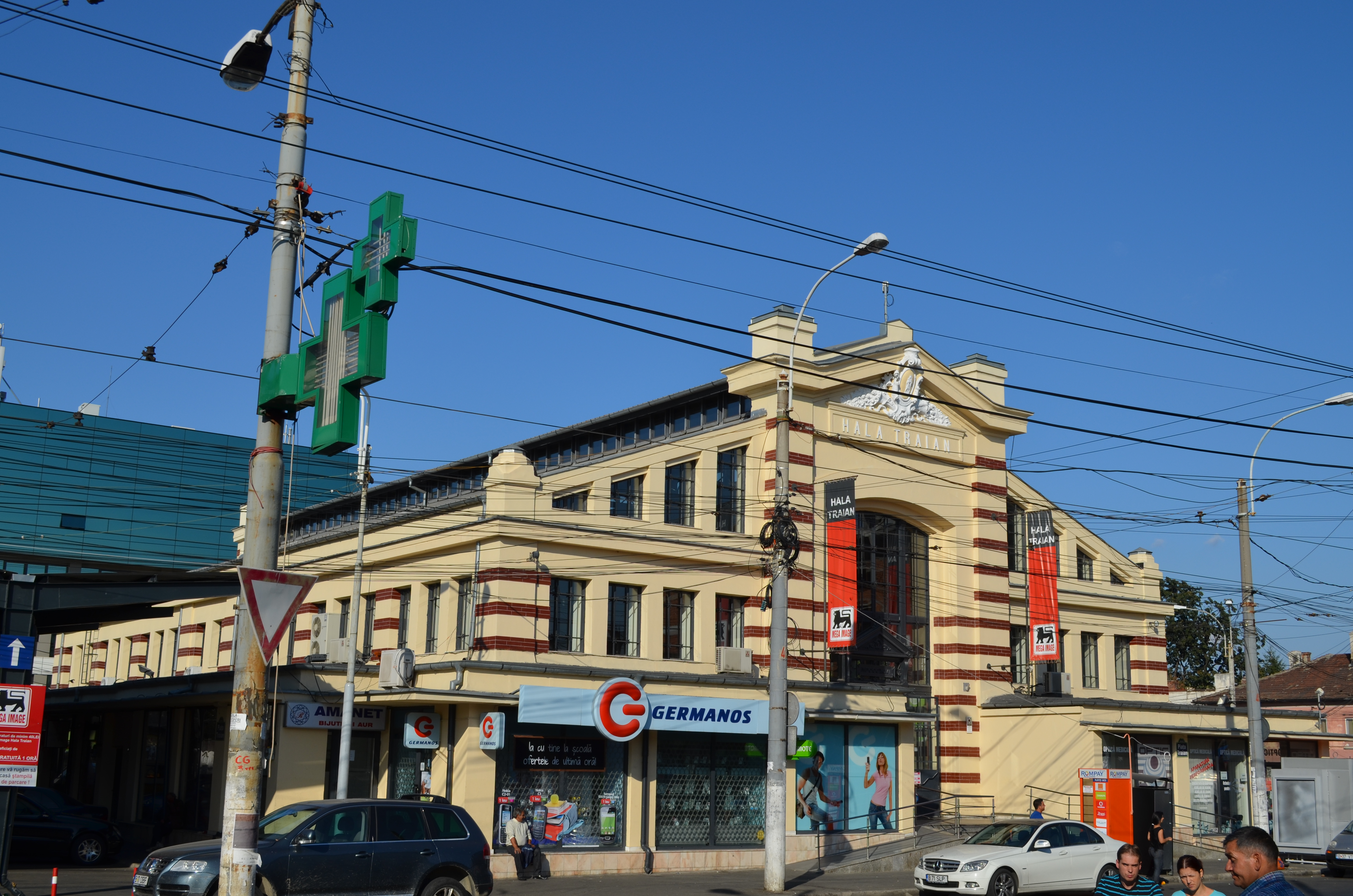
Hala Traian – Bukarest
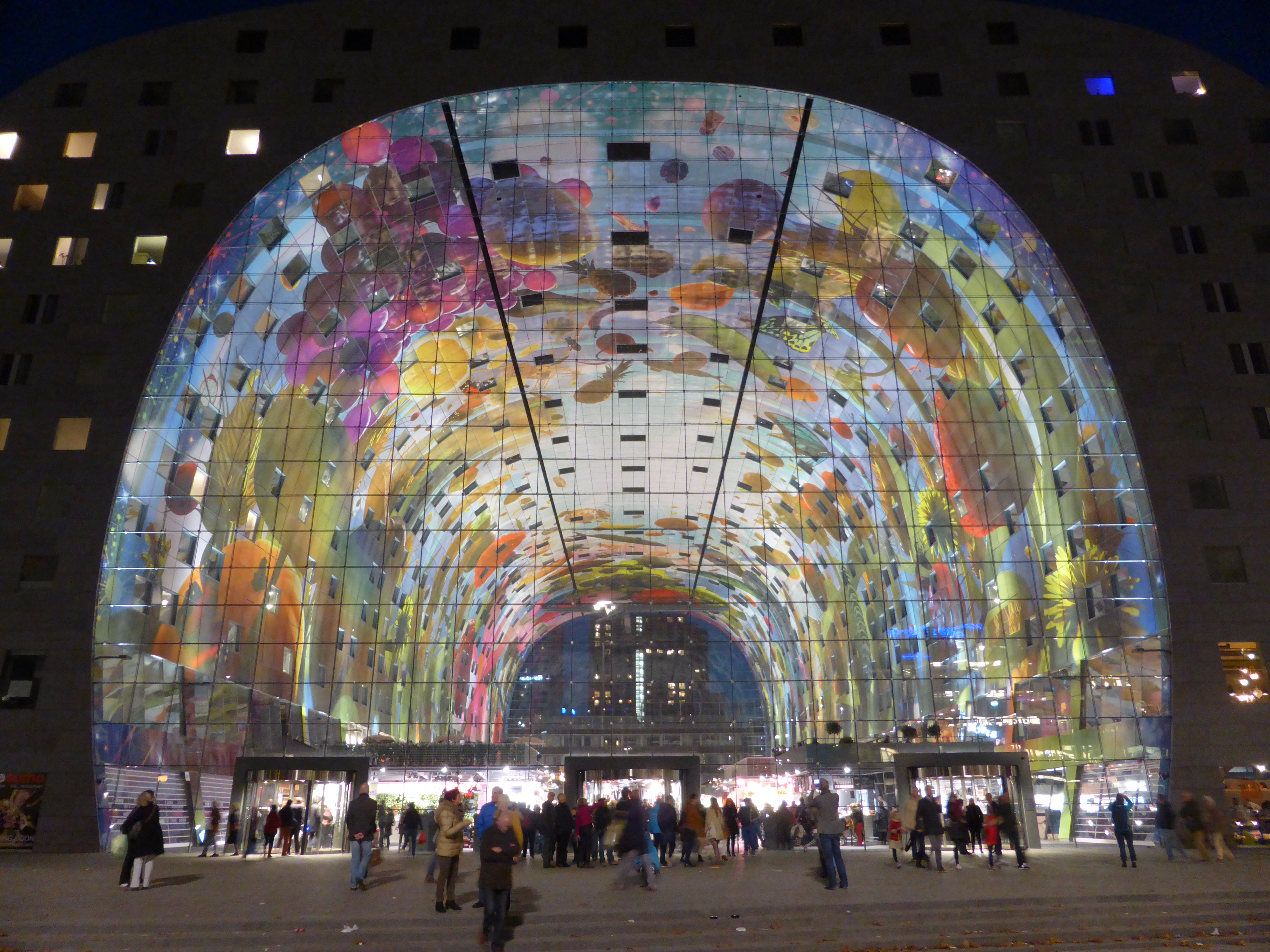
Markthal – Rotterdam